# Réthy Zoltán
Réthy Zoltán (Kolozsvár, 1895. október 20. – Pilisvörösvár, 1977. október 2.) körzeti orvos, szakíró, az Országos Stefánia Szövetség pilisvörösvári anya- és csecsemővédelmi szervezetének megalapítója, irodalomszervező, költő, Pilisvörösvár díszpolgára.

## Élete
Kolozsvárott értelmiségi családban született. Édesapja tanár volt. Elemi és középiskoláit szülővárosában végezte. Az érettségi után beiratkozott a Magyar Királyi Ferenc József Tudományegyetem orvostudományi karára. 1914-től 1915-ig mint medikus a kolozsvári mentőállomáson és a Vöröskereszt hadikórházában teljesített szolgálatot. 1916-tól 1918-ig a honvédségnél szolgált zászlóaljorvos-főnöki beosztásban. 1918 augusztusától 1919 júniusáig a Kolozsvári Belgyógyászati Klinikán dolgozott szigorló orvosként. Az I. világháború következményei miatt utolsó vizsgáit már a Budapesti Pázmány Péter Tudományegyetem orvostudományi karán tette le. Itt avatták doktorrá 1920-ban.
1921 augusztusában nyerte el Pilisvörösvárott a körorvosi állást. 1922-ben megszerezte a tisztiorvosi képesítést.
1922-ben feleségül vette Zsombory Piroskát, házasságukból három gyermekük született.
1926-ban megalapította Pilisvörösváron az Országos Stefánia Szövetség Anya- és Csecsemővédő Szervezetét. Komoly eredményeket ért el a gyermekhalandóság visszaszorításában. Küzdött az alkoholizmus, a babonaság és a kuruzslás ellen. Számos cikke és tanulmánya jelent meg orvosi folyóiratokban. 1927-ben járási tisztiorvossá nevezték ki. Alapító tagja volt a Magyar Általános Orvosok Tudományos Egyesületének. Elnöke volt a Magyar Vöröskereszt helyi szervezetének, számos előadást tartott, tanfolyamot szervezett. Körorvosi tevékenysége mellett, majd nyugdíjba vonulása után is ellátta a Járási Szociális Otthon betegeit. Összességében 56 éven át szolgálta orvosként Pilisvörösvárt. Közéleti szerepet is vállalt: 1950-ben tanácstaggá választották.
Irodalmi, kulturális tevékenysége is jelentős. A harmincas években megalapította az Ányos Pál Irodalmi Társaságot. Irodalmi rendezvényeket szerveztek, könyveket adtak ki. A kör tagjai voltak többek között Bartalis János, Erdei József, Ölbey Irén és Puszta Sándor.
1938-ban jelent meg „Én így imádkozom” című verseskötete (Ányos Kiadás). A kötetet igényes szerkesztés, emelkedett stílus, erkölcsi tartás és példamutatás jellemzi. Élete végéig írt verseket, ezek azonban egytől-egyig íróasztalának fiókjában maradtak. 2008-ban jelent meg verseinek gyűjteményes kiadása „Én így imádkozom” címmel Fogarasy Attila szerkesztésében.
1977. október 2-án hunyt el Pilisvörösvárott. Temetésén többek között Puszta Sándor költő búcsúztatta.

## Kitüntetései, elismerései
- A Magyar Népköztársaság Elnöki Tanácsa dr. Réthy Zoltánnak „érdemes és eredményes munkássága elismeréséül” 1969. december 9-én a Munka Érdemrend ezüst fokozatát adományozta.
- 1995. október 16-án, születésének 100. évfordulóján emléktáblát avattak egykori lakóhelye és rendelője, a Fő út 121. (ma: gyógyszertár) falán.
- 2004. november 4-én a város képviselő-testülete utcát nevezett el róla.
- 2007. szeptember 13-án Pilisvörösvár Város Önkormányzati Képviselő-testülete „kiemelkedő és önzetlen közösségi munkájának elismeréseként” posztumusz „Pilisvörösvár Város Díszpolgára” címet adományozott a részére. Az erről szóló díszes oklevelet 2007. október 23-án, az 1956-os forradalom és szabadságharc 51. évfordulóján rendezett városi ünnepségen nyújtotta át Gromon István polgármester dr. Réthy Zoltán leányának, dr. Szekrényiné Réthy Évának.

## Verseskötetei
- Én így imádkozom. Ányos Kiadás, Pilisvörösvár, 1938.
- Én így imádkozom. Összegyűjtött versek. (Szerkesztette: Fogarasy Attila. – „Otthon a világban" honismereti könyvsorozat 1. Sorozatszerkesztő: Fogarasy Attila.) Pilisi Alkotó Kaptár Egyesület, Pilisvörösvár Város Önkormányzata, Pilisvörösvár, 2008. Letölthető változat

## Versek

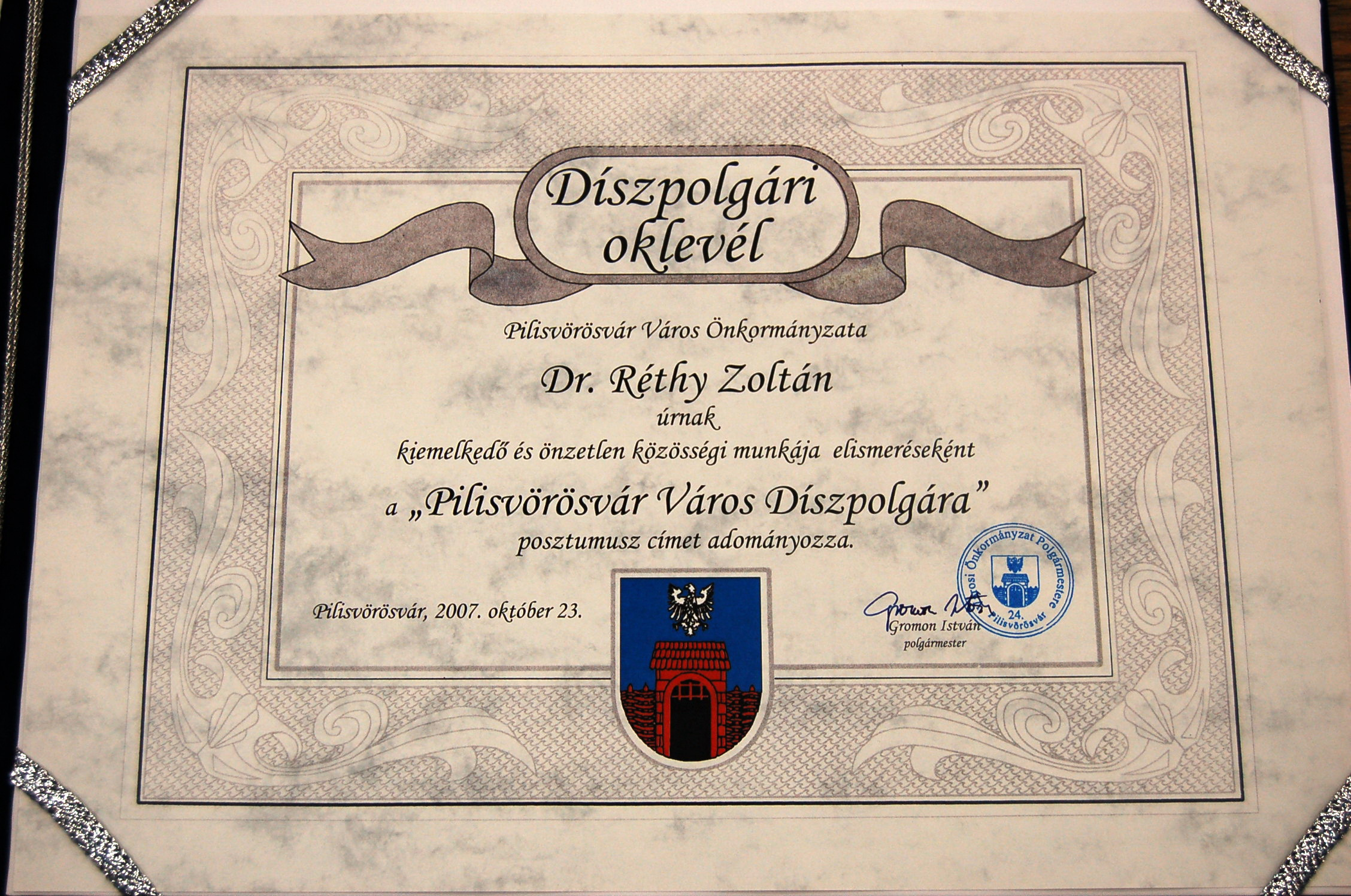
Díszpolgári oklevele

Az „Én így imádkozom” c. kötet címadó verse:
Én így imádkozom
Uram! Te adtad végzetét a vérnek,
A lobbanó és hamvadó tüzet,
Én nem panaszlom, hogy gondok kísérnek,
Mint a Tisza-partot szomorúfüzek.
Elvérzett bennem réges-régen Koppány,
A lázadónak nem maradt fia,
Sóhajba halkult minden büszke orkán,
Meghalt szívemben pogány Ázsia.
Nyugatra űzött messzi napkeletről
Magányos úton bolygó végzetem,
Testvéri kéz a porból nem emelt föl
Kemény tusán, ha értük véreztem.
Kelet s Nyugatnak mostohája lettem,
Kettő között vagyok örök határ,
Törött sorompó trianoni testem,
S ruhámra is sorsot vetettek már.
De új tatárok mindhiába vernek,
Együtt dobban fel szívemmel a hit:
Véremben őrzöm én is Pusztaszernek
Árpád vérében fogant álmait.
Magyar vagyok, hitvallója fajomnak,
Akit a múlt még ma is megkísért,
Az éjszakámba’ hajnalok dalolnak
S nem mondok le hitemről semmiért!
Beteljesül, hogy végzetem a gyermek
S én érte élni, élni akarok,

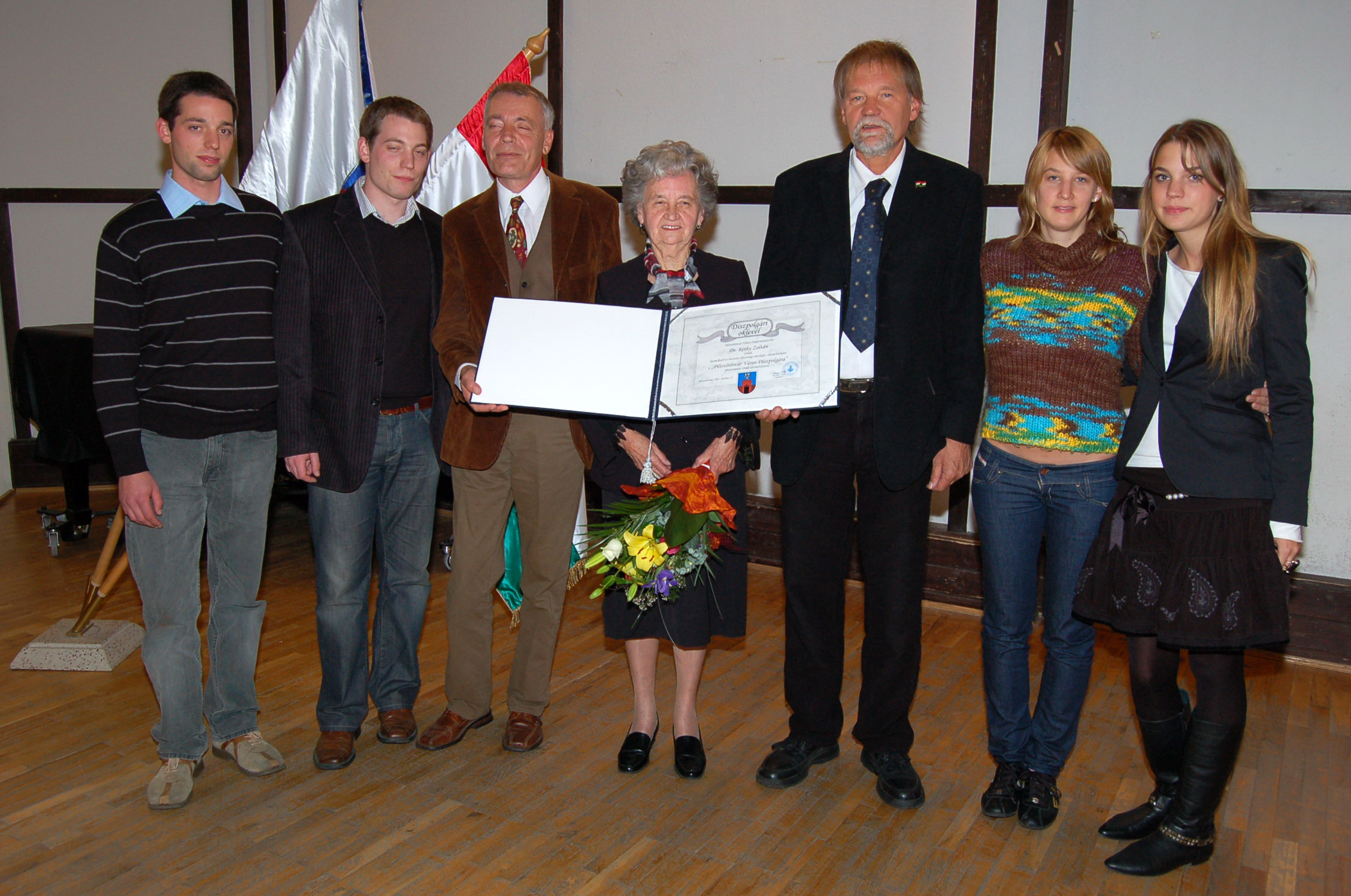
Családja átveszi az oklevelet (Fotó: Fogarasy Attila)

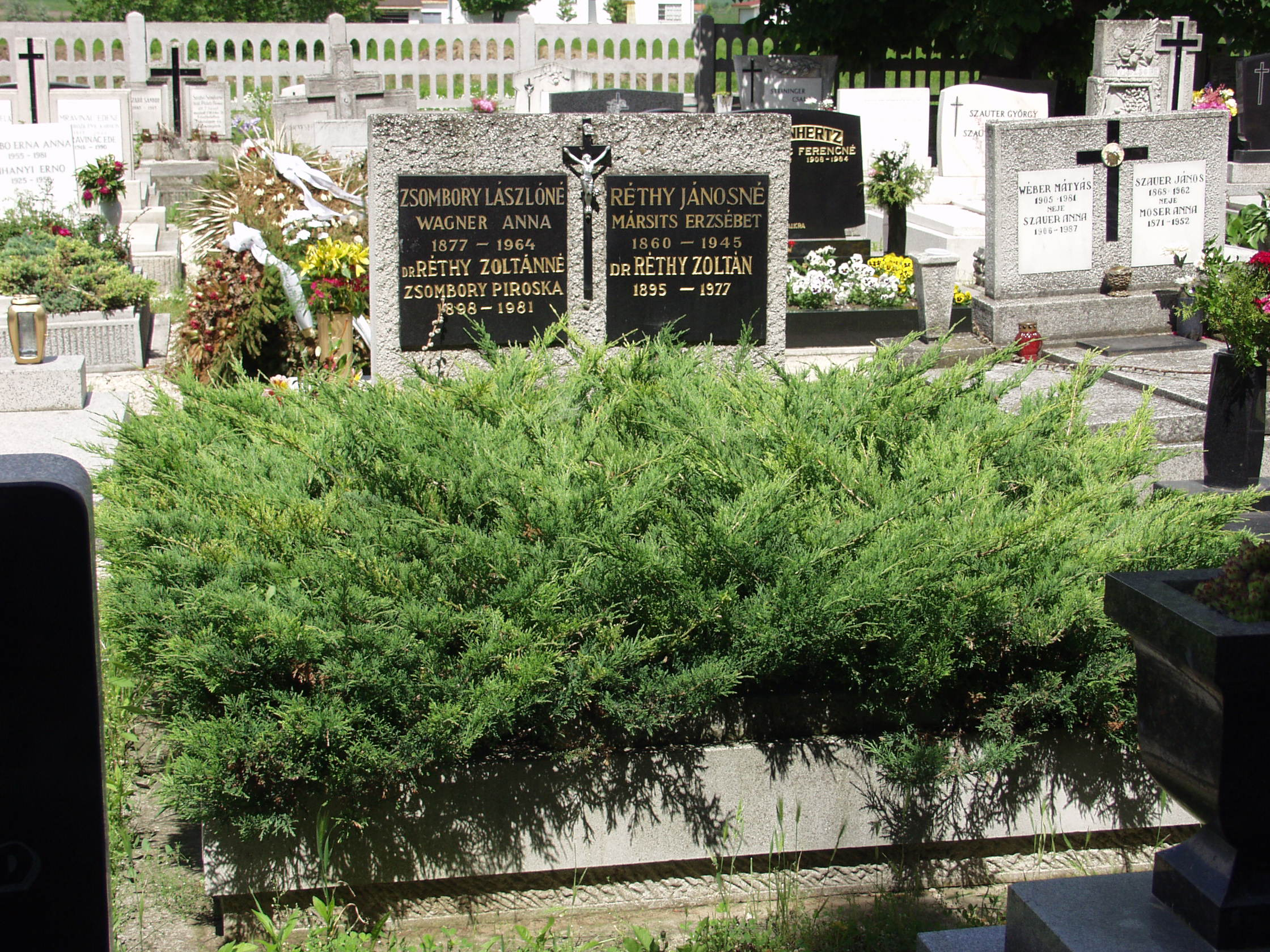
Dr, Réthy Zoltán és felesége sírja a vörösvári temetőben (Fotó: Fogarasy Attila)

Nem kardhüvelyben, – bölcsőben pihennek
A győzelmet jelentő holnapok.
Uram, Te adtad s vállalom a sorsot,
Legyen bár útam hosszú Golgota,
Adj gyermeket és én dalolva hordok
Keresztet, kínt és könnyeket oda…
Én ezt kerestem
Én ezt kerestem: asszonyt, otthont,
Kicsiny fészket az ősi fán,
Bölcsők dalában megtaláltam
Az én dalom s az én imám.
Én ezt kerestem: munkát, gondot,
Hát gond után egy jó napot,
Én megköszöntem minden este,
Amit az élet megadott.

## Fontosabb publikációi
- 1. A lelki tevékenység dinamizmusáról (Magyar Psychológiai Szemle XX. kötet, 3. szám, 1963.)
- 2. Az akaraterő dinamizmusának hajtóerői. (Psychológiai Tanulmányok. VIII.Akadémiai Kiadó Bp., 1965., 33-48. old.)
- 3. Érzéklet, érzelem és élmény (Magyar Psych. Szemle, XXIII. Kötet, 3. sz., 1966.)
- 4. A betegségszínlelés pszichológiai vonatkozásai III. Pest megyei orvosi napok, 1966.
- 5. Iatrogen károsodások a neurosisok területén. IV. Pest megyei orvosi napok, 1969.
- 6. Egészségügyi Felvilágosítás. 1969. X. 6.
- 7. Az atypusos heveny alkoholmérgezések orvosi ellátásának kérdése. (Medicus Universalis 1970. 3. évf. 2. sz.)
- 8. A szociális otthoni gondozás időszerű kérdései. (Egészségügyi Munka 1970. 17. sz. 248-68.)
- 9. A betegségbe menekülés lelki okai. (Eü. Munka 1971. 18. sz. 115-117.)
- 10. A betegotthonok gondozási feladatairól (Eü. Munka 1973. 20. sz. 81-86.)
- 11. Psychológiai problémák a nőgyógyászati gyakorlatban. (Magyar Nőorvosok Lapja 1973. 36. sz. 59-65.)
- 12. Egészségügyi Felvilágosítás (1975. 16. sz. 132-133.)
- 13. Az idős kor néhány problémájáról (Eü. Felvilágosítás 1975. 19. sz. 225.)
- 14. Az időskorúak lelki gondozásáról (Eü. Munka 1976. 23. sz. 70.)
- 15. Dr. Lóránd Sándor Jubileumi Emlékkötet; 1978.

## Fotóalbum
Google fotóalbum